# Centerpoint Energy Plaza
Centerpoint Energy Plaza je mrakodrap v texaském městě Houston. Má 53 pater a výšku 226 metrů, je tak 7. nejvyšší mrakodrap ve městě. Výstavba probíhala v letech 1973 – 1974 a budova měřila jen 198,5 m, ale v roce 1996 proběhla rekonstrukce a byla navýšena do dnešní podoby. Za designem budovy stojí firma Kendall/Heaton Associates Inc.